# Mistrzostwa Grenlandii w piłce siatkowej mężczyzn (2022)
Mistrzostwa Grenlandii w piłce siatkowej mężczyzn 2022 − 38. sezon mistrzostw Grenlandii w piłce siatkowej zorganizowany przez Grenlandzki Związek Piłki Siatkowej (Kalaallit Nunaanni Volleyballertartut Kattuffiat, KVK). Turniej odbył się w dniach 11-15 kwietnia 2022 roku w hali sportowej w Sisimiut.
W rozgrywkach uczestniczyło 5 drużyn. Rozegrały one między sobą po dwa spotkania. Dwa najlepsze zespoły awansowały do finału, drużyny z miejsc 3-4 rywalizowały natomiast w meczu o 3. miejsce.
Po raz osiemnasty mistrzem Grenlandii został klub GSS z Nuuk, który w finale pokonał I-69 z Ilulissat. Trzecie miejsce zajął klub AVS z Sisimiut.
MVP turnieju wybrany został zawodnik AVS – Mika Olsen.

## Drużyny uczestniczące
| Nazwa drużyny  | Miejscowość |
| -------------- | ----------- |
| Aasiaat Volley | Aasiaat     |
| AVS            | Sisimiut    |
| GSS            | Nuuk        |
| I-69           | Ilulissat   |
| KT-VI          | Kangaamiut  |

## Klasyfikacja końcowa
| Poz. | Drużyna                  |
| ---- | ------------------------ |
| 1.   | GSS (Nuuk)               |
| 2.   | I-69 (Ilulissat)         |
| 3.   | AVS (Sisimiut)           |
| 4.   | KT-VI (Kangaamiut)       |
| 5.   | Aasiaat Volley (Aasiata) |

## Nagrody indywidualne
| Pozycja                   | Zawodnik              | Klub               |
| ------------------------- | --------------------- | ------------------ |
| Najlepszy zawodnik (MVP)  | Mika Olsen            | AVS (Sisimiut)     |
| Najlepszy rozgrywający    | Chan Reyes            | I-69 (Ilulissat)   |
| Najlepszy środkowy        | Rafael Rosing         | KT-VI (Kangaamiut) |
| Najlepszy atakujący       | Oliver Holst          | AVS (Sisimiut)     |
| Najlepszy broniący/libero | Efa-Alibak Kreutzmann | KT-VI (Kangaamiut) |
| Najlepszy zagrywający     | Nukappi Fontain       | GSS (Nuuk)         |
| Najlepszy przyjmujący     | Pilo Rasmussen        | I-69 (Ilulissat)   |
| Talent sezonu             | Thomas Geisler        | I-69 (Ilulissat)   |